# Leptonema inca
Leptonema inca là một loài Trichoptera trong họ Hydropsychidae. Chúng phân bố ở vùng Tân nhiệt đới.